# Isabel Mendes Lopes
Isabel Rendeiro Marques Mendes Lopes (Reino Unido, 28 de fevereiro de 1982) é uma engenheira e política portuguesa, co-porta-voz do partido LIVRE. Atualmente, desempenha as funções de deputada à Assembleia da República e presidente do grupo parlamentar do Livre. É licenciada em Engenharia Civil, com especialização em transportes e planeamento.

## Atividade política
Foi eleita deputada na Assembleia Municipal de Lisboa em 2021. Foi a segunda candidata da lista do LIVRE no círculo eleitoral de Lisboa, nas eleições legislativas de 2022, e novamente nas eleições legislativas de 2024, tendo sido eleita deputada para a Assembleia da República. Foi eleita como a primeira líder parlamentar do LIVRE.

## Resultados eleitorais

### Eleições legislativas
| Data | Partido | Partido | Circulo eleitoral | Posição    | Cl.    | Votos         | %             | +/-        | Status                     | Notas | Ref   |
| ---- | ------- | ------- | ----------------- | ---------- | ------ | ------------- | ------------- | ---------- | -------------------------- | ----- | ----- |
| 2019 |         | L       | Viana do Castelo  | 6.ª (em 6) | 10.º   | 688           | 0,56 / 100,00 |            | Não eleita                 |       | [ 4 ] |
| 2022 | Lisboa  | L       | 2.ª (em 48)       | 7.º        | 28 834 | 2,44 / 100,00 |               | Não eleita |                            | [ 5 ] |       |
| 2024 | Lisboa  | L       | 2.ª (em 48)       | 5.º        | 72 102 | 5,47 / 100,00 | 3,03          | Eleita     | Líder do grupo parlamentar | [ 6 ] |       |
| 2025 | Lisboa  | L       | 2.ª (em 48)       | 5.º        | 87 530 | 6,87 / 100,00 | 1.4           | Eleita     | Líder do grupo parlamentar | [ 7 ] |       |

### Eleições autárquicas

#### Câmara Municipal
| Data | Partido | Partido | Concelho | Posição      | Cl. | Votos   | %              | +/- | Status     | Notas | Ref   |
| ---- | ------- | ------- | -------- | ------------ | --- | ------- | -------------- | --- | ---------- | ----- | ----- |
| 2017 |         | PS      | Lisboa   | 14.ª (em 17) | 1.º | 106 037 | 42,00 / 100,00 |     | Não eleita |       | [ 8 ] |

#### Assembleia Municipal
| Data | Partido | Partido   | Concelho | Posição     | Cl. | Votos  | %              | +/- | Status | Notas | Ref   |
| ---- | ------- | --------- | -------- | ----------- | --- | ------ | -------------- | --- | ------ | ----- | ----- |
| 2021 |         | ML (PS.L) | Lisboa   | 8.ª (em 51) | 2.º | 74 768 | 30,79 / 100,00 |     | Eleita |       | [ 9 ] |

### Eleições regionais

#### Açores
| Data | Partido | Partido      | Círculo eleitoral | Posição      | Cl.  | Votos         | %             | +/-        | Status     | Notas  | Ref    |
| ---- | ------- | ------------ | ----------------- | ------------ | ---- | ------------- | ------------- | ---------- | ---------- | ------ | ------ |
| 2016 |         | L/TDA        | São Miguel        | 13.ª (em 20) | 10.º | 205           | 0,44 / 100,00 |            | Não eleita |        | [ 10 ] |
| 2020 | L       | 17.ª (em 20) | São Miguel        | 10.º         | 265  | 0,52 / 100,00 | 0,08          | Não eleita |            | [ 11 ] |        |